# Cephalozia hibernica
Cephalozia hibernica là một loài rêu trong họ Cephaloziaceae. Loài này được Spruce ex Pearson mô tả khoa học đầu tiên năm 1894.